# Acajutiba
Acajutiba is een gemeente in de Braziliaanse deelstaat Bahia. De gemeente telt 15.192 inwoners (schatting 2009).

## Aangrenzende gemeenten
De gemeente grenst aan Aporá, Crisópolis, Esplanada en Rio Real.